# Bodil/Beste Hauptdarstellerin
Gewinner des dänischen Filmpreises Bodil in der Kategorie Beste Hauptdarstellerin (Bedste kvindelige hovedrolle). Der Verband der dänischen Filmkritiker und Drehbuchautoren (dänisch Filmmedarbejderforeningen) vergibt seit 1948 alljährlich seine Auszeichnungen für die besten Filmproduktionen und Filmschaffenden Ende Februar beziehungsweise Anfang März auf einer Gala in Kopenhagen.
Am erfolgreichsten in dieser Kategorie war Trine Dyrholm (1991, 2006, 2007, 2011, 2017) mit fünf Siegen, gefolgt von den beiden Kolleginnen Tove Maës (1954, 1971 und 1983) und Ghita Nørby (1976, 1990 und 1992), die jeweils dreimal triumphieren konnten. Mit einem weiteren Sieg in der Kategorie Beste Nebendarstellerin ist Dyrholm vor Nørby (ebenfalls ein Sieg in der Kategorie Beste Nebendarstellerin) auch die am häufigsten geehrte Schauspielerin. Als einzige nicht-skandinavische Darstellerinnen konnten sich 1997 die später Oscar-nominierte Britin Emily Watson (Breaking the Waves) und 2010 sowie 2014 die Französin Charlotte Gainsbourg (Antichrist, Nymphomaniac) in die Siegerliste einreihen.

## Preisträgerinnen 1948–1999
| Jahr       | Preisträger            | Filmtitel                                     | Deutscher Titel                                                      |
| ---------- | ---------------------- | --------------------------------------------- | -------------------------------------------------------------------- |
| 1948       | Bodil Kjer             | Soldaten og Jenny                             | nicht bekannt                                                        |
| 1949       | Karin Nellemose        | Kampen mod uretten                            | nicht bekannt                                                        |
| 1950       | Astrid Villaume        | Susanne                                       | nicht bekannt                                                        |
| 1951       | Preis nicht vergeben   | Preis nicht vergeben                          | Preis nicht vergeben                                                 |
| 1952       | Bodil Kjer             | Mød mig paa Cassiopeia                        | nicht bekannt                                                        |
| 1953       | Preis nicht vergeben   | Preis nicht vergeben                          | Preis nicht vergeben                                                 |
| 1954       | Tove Maës              | Himlen er blå                                 | nicht bekannt                                                        |
| 1955       | Birgitte Federspiel    | Ordet                                         | Das Wort                                                             |
| 1956       | Sigrid Horne-Rasmussen | Altid ballade                                 | nicht bekannt                                                        |
| 1957       | Birgit Sadolin         | Tre piger fra Jylland                         | nicht bekannt                                                        |
| 1958       | Clara Pontoppidan      | En kvinde er overflødig                       | nicht bekannt                                                        |
| 1959       | Birgitte Federspiel    | En fremmed banker på                          | Ein Fremder klopft an                                                |
| 1960       | Bodil Ipsen            | Tro, håb og kærlighed                         | Glaube, Hoffnung und Zauberei                                        |
| 1961       | Lise Ringheim          | Den sidste vinter                             | Kein Pardon nach Mitternacht                                         |
| 1962       | Preis nicht vergeben   | Preis nicht vergeben                          | Preis nicht vergeben                                                 |
| 1963       | Helle Virkner          | Den kære familie                              | Feine Leute – so wie wir                                             |
| 1964       | Laila Andersson        | Gudrun                                        | nicht bekannt                                                        |
| 1965       | Lone Hertz             | Tine                                          | nicht bekannt                                                        |
| 1966       | Preis nicht vergeben   | Preis nicht vergeben                          | Preis nicht vergeben                                                 |
| 1967       | Lone Hertz             | Uro                                           | nicht bekannt                                                        |
| 1968       | Harriet Andersson      | Mennesker mødes og sød musik opstår i hjertet | Sie treffen sich, sie lieben sich, und ihr Herz ist voll süßer Musik |
| 1969       | Preis nicht vergeben   | Preis nicht vergeben                          | Preis nicht vergeben                                                 |
| 1970       | Anne-Lise Gabold       | Midt i en jazztid                             | nicht bekannt                                                        |
| 1971       | Tove Maës              | Det er nat med fru Knudsen                    | nicht bekannt                                                        |
| 1972       | Preis nicht vergeben   | Preis nicht vergeben                          | Preis nicht vergeben                                                 |
| 1973       | Lotte Tarp             | Farlige kys                                   | nicht bekannt                                                        |
| 1974       | Preis nicht vergeben   | Preis nicht vergeben                          | Preis nicht vergeben                                                 |
| 1975       | Agneta Ekmanner        | Per                                           | Per – auf gefährlichem Weg                                           |
| 1976       | Ghita Nørby            | Den korte sommer                              | nicht bekannt                                                        |
| 1977– 1978 | Preis nicht vergeben   | Preis nicht vergeben                          | Preis nicht vergeben                                                 |
| 1979       | Kirsten Olesen         | Honning måne                                  | Flitterwochen                                                        |
| 1980       | Preis nicht vergeben   | Preis nicht vergeben                          | Preis nicht vergeben                                                 |
| 1981       | Karen Lykkehus         | Næste stop – Paradis                          | Nächste Station Paradies                                             |
| 1982       | Solbjørg Højfeldt      | Slingrevalsen                                 | nicht bekannt                                                        |
| 1983       | Tove Maës              | Felix                                         | nicht bekannt                                                        |
| 1984       | Line Arlien-Søborg     | Skønheden og udyret                           | Lieber Vater, ich bin sechzehn                                       |
| 1985       | Preis nicht vergeben   | Preis nicht vergeben                          | Preis nicht vergeben                                                 |
| 1986       | Stine Bierlich         | Ofelia kommer til byen                        | nicht bekannt                                                        |
| 1987       | Kirsten Lehfeldt       | Flamberede hjerter                            | Flambierte Herzen                                                    |
| 1988       | Preis nicht vergeben   | Preis nicht vergeben                          | Preis nicht vergeben                                                 |
| 1989       | Karina Skands          | Himmel og Helvede                             | nicht bekannt                                                        |
| 1990       | Ghita Nørby            | Dansen med Regitze                            | Tanzen mit Regitze                                                   |
| 1991       | Trine Dyrholm          | Springflod                                    | Springflut                                                           |
| 1992       | Ghita Nørby            | Freud flytter hjemmefra                       | Freud Leaving Home                                                   |
| 1993       | Anne Louise Hassing    | Kærlighedens smerte                           | nicht bekannt                                                        |
| 1994       | Sofie Gråbøl           | Sort høst                                     | Schwarze Ernte                                                       |
| 1995       | Kirsten Rolffes        | Riget                                         | The Kingdom – Hospital der Geister                                   |
| 1996       | Puk Scharbau           | Kun en pige                                   | nicht bekannt                                                        |
| 1997       | Emily Watson           | Breaking the Waves                            | Breaking the Waves                                                   |
| 1998       | Sidse Babett Knudsen   | Let’s Get Lost                                | Let’s Get Lost                                                       |
| 1999       | Bodil Jørgensen        | Idioterne                                     | Idioten                                                              |

## Preisträgerinnen und Nominierungen 2000–2009
2000
Sidse Babett Knudsen – Der einzig Richtige (Den eneste ene)
- Iben Hjejle – Mifune – Dogma III (Mifunes sidste sang)
- Sofie Stougaard – Bornholms stemme

2001
Björk – Dancer in the Dark
- Ann Eleonora Jørgensen – Italienisch für Anfänger (Italiensk for begyndere)
- Ghita Nørby – Her i nærheden
- Anette Støvelbæk – Italienisch für Anfänger (Italiensk for begyndere)

2002
Stine Stengade – Kira (En kærlighedshistorie)
- Charlotte Munck – Shake It All About (En kort en lang)
- Sidse Babett Knudsen – Monas verden
- Viveka Seldahl – En sang for Martin

2003
Paprika Steen – Okay
- Maria Bonnevie – Dina – Meine Geschichte (Jeg er Dina)
- Maria Rich – Kleine Missgeschicke (Små ulykker)
- Sonja Richter – Open Hearts (Elsker dig for evigt)

2004
Birthe Neumann – Lykkevej
- Maria Bonnevie – Reconstruction
- Nicole Kidman – Dogville
- Stephanie Leon – Bagland

2005
Connie Nielsen – Brothers – Zwischen Brüdern (Brødre)
- Lotte Andersen – Oh Happy Day
- Sofie Gråbøl – Lad de små børn
- Ann Eleonora Jørgensen – In deinen Händen (Forbrydelser)
- Sonja Richter – Villa paranoia

2006
Trine Dyrholm – Fluerne på væggen
- Signe Egholm Olsen – Nordkraft
- Sofie Gråbøl – Anklaget
- Birthe Neumann – Der Sonnenkönig (Solkongen)

2007
Trine Dyrholm – En Soap (En soap)
- Laura Christensen, Stephanie Leon und Julie Ølgaard – Råzone
- Lene Maria Christensen – Fidibus
- Sidse Babett Knudsen – Nach der Hochzeit (Efter brylluppet)
- Stine Stengade – Prag

2008
Noomi Rapace – Daisy Diamond
- Rikke Louise Andersson – Hvid nat
- Sonja Richter – Cecilie
- Paprika Steen – Alien Teacher (Vikaren)
- Semra Turan – Fightgirl Ayşe (Fighter)

2009
Lene Maria Christensen – Frygtelig Lykkelig
- Laura Christensen – Dig og mig
- Trine Dyrholm – Little Soldier (Lille soldat)
- Mette Horn – Max Pinlig
- Rosalinde Mynster – To Verdener

## Preisträgerinnen und Nominierungen 2010–2019
2010
Charlotte Gainsbourg – Antichrist
- Lærke Winther Andersen – Velsignelsen
- Stephanie Leon – Se min kjole
- Malou Reymann – Se min kjole
- Paprika Steen – Applaus

2011
Trine Dyrholm – In einer besseren Welt (Hævnen)
- Julie Brochorst Andersen – Hold om mig
- Ellen Hillingsø – Eksperimentet
- Bodil Jørgensen – Nothing’s All Bad – Smukke mennesker (Smukke mennesker)
- Mille Hoffmeyer Lehfeldt  – Nothing’s All Bad – Smukke mennesker (Smukke mennesker)

2012
Lene Maria Christensen – Eine Familie (En familie)
- Frederikke Dahl Hansen – Frit fald
- Kirsten Dunst – Melancholia
- Emma Sehested Høeg  – Magi i luften

2013
Sara Hjort Ditlevsen – Undskyld jeg forstyrrer
- Julie Brohorst Andersen – You and Me Forever
- Trine Dyrholm – Love Is All You Need (Den skaldede frisør)
- Bodil Jørgensen – Hvidsten Gruppen
- Alicia Vikander – Die Königin und der Leibarzt (En kongelig affære)

2014
Charlotte Gainsbourg – Nymphomaniac
- Sofie Gråbøl – In der Stunde des Luchses (I lossens time)
- Stacy Martin – Nymphomaniac
- Helle Fagralid – Sorg og glæde

2015
Danica Curcic – Silent Heart – Mein Leben gehört mir (Stille hjerte)
- Bodil Jørgensen – All Inclusive
- Paprika Steen – Silent Heart – Mein Leben gehört mir (Stille hjerte)
- Sonia Suhl – When Animals Dream (Når dyrene drømmer)
- Ghita Nørby – Silent Heart – Mein Leben gehört mir (Stille hjerte)

2016
Mille Lehfeldt – Lang historie kort
- Bodil Jørgensen – Mennesker bliver spist
- Hannah Murray – Dorf der verlorenen Jugend (Bridgend)
- Ghita Nørby – Nøgle hus spejl
- Tuva Novotny – A War (Krigen)

2017
Trine Dyrholm – Die Kommune (Kollektivet)
- Danica Curcic – Die Vögel über dem Sund (Fuglene over sundet)
- Elle Fanning – The Neon Demon
- Bodil Jørgensen – Parents (Forældre)
- Cecilie Lassen – Die Standhaften (De standhaftige)

2018
Amanda Collin – En frygtelig kvinde
- Frederikke Dahl Hansen – Danmark
- Trine Dyrholm – You disappear (Du forsvinder)
- Das junge Schauspielensemble – Team Hurricane
- Danica Curcic – Darling

2019
Victoria Carmen Sonne – Holiday – Sonne, Schmerz und Sinnlichkeit (Holiday)
- Ditte Hansen – Ditte & Louise
- Louise Mieritz – Ditte & Louise
- Paprika Steen – Den tid på året

## Preisträgerinnen und Nominierungen ab 2020
2020
Trine Dyrholm – Königin (Dronningen)
- Christine Sønderris – Cutterhead
- Jette Søndergaard – Onkel
- Lisa Carlehed – Til vi falder
- Victoria Carmen Sonne – Neon Heart

2021
Kaya Toft Loholt – Eine total normale Familie (En helt almindelig familie)
- Amanda Collin – Undtagelsen
- Danica Curcic – Undtagelsen
- Trine Dyrholm – Erna at War (Erna i Krig)
- Sandra Guldberg Kampp – Kød & blod

2022
Birthe Neumann – Pagten
- Johanne Milland – Venuseffekten
- Katrine Greis-Rosenthal – Dinner for Two
- Rosalinde Mynster – Hvor kragerne vender
- Trine Dyrholm – Die Königin des Nordens (Margrete den første)

2023
Sofie Gråbøl – Rose – Eine unvergessliche Reise nach Paris (Rose)
- Flora Ofelia Hofmann Lindahl – As in Heaven (Du som er i himlen)
- Jette Søndergaard – Resten af livet
- Ragnhild Kaasgaard – Miss Viborg
- Zar Amir Ebrahimi – Holy Spider